# Nicky, Ricky, Dicky & Dawn
Nicky, Ricky, Dicky & Dawn ist eine US-amerikanische Sitcom, die von Nickelodeon Productions produziert wurde. Die Serie wurde von Matt Fleckenstein entwickelt.
Ihre Premiere feierte die Serie am 13. September 2014 auf dem US-Sender Nickelodeon. Am 15. November 2017 verlängerte der Sender die Serie um eine vierte und letzte Staffel, die aus 14 Episoden besteht. Das Serienfinale wurde am 4. August 2018 gesendet.

## Handlung
Die Serie erzählt die Geschichte der Vierlinge Nicky, Ricky, Dicky und Dawn. Außer ihrem Geburtsdatum haben die Vier kaum Gemeinsamkeiten. Durch die unterschiedlichen Persönlichkeiten der Kinder kommt es immer wieder zu Streitigkeiten.

## Figuren
Nicholas „Nicky“ Daniel Harper ist der Jüngste der Vierlinge. Er kann relativ gut kochen und backen und sieht darin auch ein Hobby. Nicky gerät schnell aus der Ruhe und hat eine Vorliebe für Handcreme.
Richard „Ricky“ Jared Harper ist der Nerd in der Familie. Er ist pingelig, aber auch freundlich. Er ist der zweitälteste und versucht gelegentlich, Dawn und seinen Brüdern zu beweisen, dass er auch die Regeln missachten kann. Meist geht es aber nach hinten los oder er hat Angst. Da er der Klügste ist, beharrt er darauf, der Anführer der Harper-Vierlinge zu sein. Das führt häufig zu Streit mit Dawn.
Douglas „Dicky“ Steven Harper ist ein hübscher Kerl, der selten etwas wirklich ernst nimmt. Er ist ein echter Mädchenschwarm und genießt dies auch sehr. Dicky ist oft sehr kindisch, was sich wohl auch auf seinen geistigen Zustand ausgewirkt hat. Trotzdem kann man sich immer auf ihn verlassen und er ist sehr beliebt bei seinen Mitschülern. Hat man sich erstmal seine Liebe und sein Vertrauen verdient, ist Dicky ein wirklich treuer, liebevoller und zuverlässiger Kumpel.
Dawn Abigail Harper ist die älteste der Vierlinge und kam 4 Sekunden früher als ihre Brüder auf die Welt. Obwohl sie als Wildfang dargestellt wird, hat sie auch typische Mädcheninteressen. Sie verbringt gerne und viel Zeit mit ihrer besten Freundin Mae. Außerdem ist sie in ihren Klassenkameraden Mack verliebt. Obwohl Dawn immer von ihren Brüdern gestört wird, kümmert sie sich liebevoll um sie, vermisst sie und will ein Teil der Harper-Vierlinge bleiben.
Chantal Anne Harper ist die Mutter der Vierlinge. Sie versteht oft Andeutungen und wortlose Wünsche ihrer Kinder nicht.
Thomas „Tom“ Harper ist der Vater der Vierlinge. Er kümmert sich mehr um seine Besitztümer als um seine Kinder, trotzdem liebt er seine Familie von ganzem Herzen. Er hat einen eigenen Sportladen namens Toms Get Sporty.
Mae Beatrice Valentine ist die beste Freundin von Dawn und verbringt auch sehr gerne und viel Zeit mit ihr. Sie bezeichnet sich selbst als „fünften Vierling“. Mae hat große Angst vor Luftballons.
Josie Cooper ist eine Mitarbeiterin bei Toms Get Sporty.

## Besetzung und Synchronisation
Die deutsche Synchronisation entstand unter der Dialogregie von Christoph Seeger durch die Synchronfirma VSI Synchron GmbH in Berlin.

### Hauptrollen
| Rollenname         | Schauspieler       | Synchronsprecher   | Hauptrolle (Episoden)           | Wiederkehrende Rolle (Episoden)                                                            |
| ------------------ | ------------------ | ------------------ | ------------------------------- | ------------------------------------------------------------------------------------------ |
| Nicky Harper       | Aidan Gallagher    | Oliver Szerkus     | 1.01–4.15                       |                                                                                            |
| Ricky Harper       | Casey Simpson      | Simon Halaski      | 1.01–4.15                       |                                                                                            |
| Dicky Harper       | Mace Coronel       | Nando Schmitz      | 1.01–4.10                       |                                                                                            |
| Dawn Harper        | Lizzy Greene       | Sarah Tkotsch      | 1.01–4.15                       |                                                                                            |
| Anne Harper        | Allison Munn       | Antje von der Ahe  | 1.01–4.15                       |                                                                                            |
| Tom Harper         | Brian Stepanek     | Peter Flechtner    | 1.01–4.15                       |                                                                                            |
| Mae B. Valentine   | Kyla Drew Simmons  | Maria Hönig        | 3.01–3.07, 3.09–3.21, 3.23–4.15 | 1.02, 1.05, 1.11, 1.14–1.15, 2.01–2.03, 2.07, 2.13–2.15, 2.17–2.19, 2.21–2.25              |
| Josie Cooper       | Gabrielle Elyse    | Inken Baxmeier     | 1.03–1.05, 1.09–1.20            |                                                                                            |
| Oscar              | Cody Veith         |                    |                                 | 1.05, 1.11, 1.16–1.17, 1.19, 2.03, 2.12, 2.20–2.21                                         |
| Mack A. Damia      | Lincoln Melcher    |                    |                                 | 1.05, 1.13, 1.16, 2.19–2.20, 3.06                                                          |
| Molly              | Lydia Boland       |                    |                                 | 1.12, 2.03, 2.12, 2.19, 2.21–2.22, 2.25, 3.02                                              |
| Natlee             | Siena Agudong      | Lisa May-Mitsching |                                 | 2.01, 2.12, 2.20–2.22, 2.25, 3.01, 3.09–3.10, 3.13, 3.15, 3.17–3.19, 3.23–4.01, 4.12, 4.13 |
| Schulleiter Tarian | Jason Sims-Prewitt |                    |                                 | 2.03, 2.17, 2.19, 2.21, 3.02, 3.13–3.14, 3.17, 3.19                                        |
| Miles              | Theodore Barnes    |                    |                                 | 3.03, 3.06, 3.10, 3.12–3.19, 3.23–4.01, 4.06–4.07, 4.14–4.15                               |
| Dooley             | Hayden Crawford    |                    |                                 | 3.03, 3.06–3.07, 3.10–3.11, 3.13, 3.15, 3.18, 4.01, 4.06–4.07, 4.14–4.15                   |
| Avery              | Isabella Revel     |                    |                                 | 3.06, 3.13, 3.18–3.19, 3.23–4.01, 4.06–4.07, 4.14–4.15                                     |
| Britt              | Jonah Hwang        |                    |                                 | 4.11–4.12, 4.14                                                                            |

### Gaststars
- Alex Morgan als sie selbst in Folge 1.12
- Mackenzie Ziegler als Lilly in Folge 2.05 und 3.03
- Candace Parker als sie selbst in Folge 2.07
- Maddie Ziegler als Eiffel in Folge 2.13 und 3.03
- Maia und Alex Shibutani als sie selbst in Folge 3.04

## Produktion und Ausstrahlung
Unter dem Arbeitstitel Nicky, Ricky, Dicky & Don wurde von Nickelodeon im September 2013 eine Pilotfolge in Auftrag gegeben. Im Frühjahr 2014 wurde eine erste 13-teilige Staffel bestellt, die später auf 20 Folgen aufgestockt wurde. Gedreht wurde in den Paramount Studios in Los Angeles. Die Ausstrahlung der ersten Staffel erfolgte in den USA ab dem 13. September 2014. Im November 2014 wurde eine zweite Staffel angekündigt. Die Ausstrahlung der zweiten Staffel begann in den USA am 23. Mai 2015. Eine 14-teilige dritte Staffel, die später verlängert wurde, wurde im Februar 2016 angekündigt und ab 7. Januar 2017 in den USA ausgestrahlt. Im März 2017 wurde eine 14-teilige vierte Staffel angekündigt.
Im August 2017 stieg Mace Coronel (Darsteller von Dicky) während der laufenden Produktion der vierten Staffel aus der Serie aus, wodurch die letzten Staffelfolgen ohne ihn gedreht wurden. Drei Monate später gab Nickelodeon die Einstellung der Serie nach der vierten Staffel bekannt.
| Staffel | Episodenanzahl | Erstausstrahlung USA | Erstausstrahlung USA | Deutschsprachige Erstausstrahlung | Deutschsprachige Erstausstrahlung |
| Staffel | Episodenanzahl | Staffelpremiere      | Staffelfinale        | Staffelpremiere                   | Staffelfinale                     |
| ------- | -------------- | -------------------- | -------------------- | --------------------------------- | --------------------------------- |
| 1       | 20             | 13. September 2014   | 24. März 2015        | 8. März 2015                      | 23. Oktober 2015                  |
| 2       | 25             | 23. Mai 2015         | 6. August 2016       | 26. Oktober 2015                  | 1. November 2016                  |
| 3       | 24             | 7. Januar 2017       | 5. August 2017       | 27. Februar 2017                  | 30. November 2017                 |
| 4       | 14             | 6. Januar 2018       | 4. August 2018       | 12. März 2018                     |                                   |

## Episodenliste

### Staffel 1
| Nr. (ges.) | Nr. (St.) | Deutscher Titel                  | Originaltitel                                     | Erstausstrahlung USA | Deutschsprachige Erstausstrahlung (Nickelodeon) | Regie             | Drehbuch                                 |
| ---------- | --------- | -------------------------------- | ------------------------------------------------- | -------------------- | ----------------------------------------------- | ----------------- | ---------------------------------------- |
| 1          | 1         | 4 für Admiral Matschpfote        | Pilot                                             | 13. Sep. 2014        | 8. März 2015                                    | Victor Gonzalez   | Matt Fleckenstein & Michael Feldman      |
| 2          | 2         | Dawn zieht aus                   | Dawn Moves Out                                    | 20. Sep. 2014        | 15. März 2015                                   | Jonathan Judge    | Sarah Jane Cunningham & Suzie V. Freeman |
| 3          | 3         | Die Blenderin                    | Get Sporty-er!                                    | 27. Sep. 2014        | 22. März 2015                                   | Jonathan Judge    | Douglas Lieblein                         |
| 4          | 4         | Der Zombie-Film-Abend            | Field of Brains                                   | 4. Okt. 2014         | 28. Juni 2015                                   | Eric Dean Seaton  | Natalie Barbrie & Tim Brenner            |
| 5          | 5         | Die Halloween-Fete               | Scaredy Dance                                     | 18. Okt. 2014        | 21. Juni 2015                                   | Shannon Flynn     | Michael Feldman                          |
| 6          | 6         | Herrscher über die Fernbedienung | Remote Control Control                            | 1. Nov. 2014         | 2. Okt. 2015                                    | Victor Gonzalez   | Andrew Hill Newman                       |
| 7          | 7         | Wer war das?                     | Poo Dunnit                                        | 8. Nov. 2014         | 12. Apr. 2015                                   | Eric Dean Seaton  | Douglas Lieblein                         |
| 8          | 8         | Der Vierlings-Kodex              | I Got Your Back                                   | 15. Nov. 2014        | 7. Okt. 2015                                    | Eric Dean Seaton  | Tesha Kondrat                            |
| 9          | 9         | Der Heldenhund                   | The Sad Tail of Gary-Chip-Tiny Elvis-Squishy Paws | 22. Nov. 2014        | 3. Apr. 2015                                    | Eric Dean Seaton  | David DiPietro & Paul Ciancarelli        |
| 10         | 10        | Santas kleine Harpers            | Santa’s Little Harpers                            | 29. Nov. 2014        | 19. Dez. 2015                                   | Shannon Flynn     | Tim Brenner & Natalie Barbrie            |
| 11         | 11        | Der zehnte Geburtstag            | The Quadfather                                    | 10. Jan. 2015        | 3. Mai 2015                                     | Victor Gonzalez   | David DiPietro & Paul Ciancarelli        |
| 12         | 12        | Die kleinen Tröster              | The Quad-Test                                     | 24. Jan. 2015        | 22. Okt. 2015                                   | Eric Dean Seaton  | Michael Feldman & Matt Fleckenstein      |
| 13         | 13        | Der Vertrauenskreis              | The Secret                                        | 31. Jan. 2015        | 24. Mai 2015                                    | Robbie Countryman | Steven James Meyer & David L. Moses      |
| 14         | 14        | Eltern kriegen alles raus        | Take the Money and Run                            | 7. Feb. 2015         | 26. Apr. 2015                                   | Shannon Flynn     | Sarah Jane Cunningham & Suzie V. Freeman |
| 15         | 15        | Einfach nur Pech                 | Valentime’s Day                                   | 7. Feb. 2015         | 31. Mai 2015                                    | Eric Dean Seaton  | Douglas Lieblein & Angeline Olschewski   |
| 16         | 16        | Die Puppenspieler                | Piggy, Piggy, Piggy, & Dawn                       | 28. Feb. 2015        | 7. Juni 2015                                    | Trevor Krischner  | Matt Fleckenstein & Michael Feldman      |
| 17         | 17        | Die Babysitterin                 | Quad-Ventures in Babysitting                      | 7. März 2015         | 17. Mai 2015                                    | Victor Gonzalez   | Matt Fleckenstein                        |
| 18         | 18        | Der Keksturm                     | M.D. Day                                          | 14. März 2015        | 14. Juni 2015                                   | Jonathan Judge    | Steven James Meyer & David L. Moses      |
| 19         | 19        | Die Zauberparty                  | Abraquadabra                                      | 21. März 2015        | 23. Okt. 2015                                   | Eric Dean Seaton  | Sarah Jane Cunningham & Suzie V. Freeman |
| 20         | 20        | Gefangen im eigenen Haus         | Family Matters                                    | 24. März 2015        | 21. Okt. 2015                                   | Sean Mulcahy      | Andrew Hill Newman                       |

### Staffel 2
| Nr. (ges.)                                                | Nr. (St.) | Deutscher Titel               | Originaltitel                | Erstausstrahlung USA | Deutschsprachige Erstausstrahlung (Nickelodeon) | Regie              | Drehbuch                                                |
| --------------------------------------------------------- | --------- | ----------------------------- | ---------------------------- | -------------------- | ----------------------------------------------- | ------------------ | ------------------------------------------------------- |
| 21                                                        | 1         | Gesucht: Die Zuckerrüben-Gang | Wanted: The Sugar Beet Gang  | 23. Mai 2015         | 26. Okt. 2015                                   | Eric Dean Seaton   | Paul F. Ciancarelli & David S. DiPietro                 |
| 22                                                        | 2         | Kein Wenn, Und oder Aber      | No Ifs, Ands, or But-ers     | 30. Mai 2015         | 28. Okt. 2015                                   | Trevor Kirschner   | Sarah Jane Cunningham & Suzie V. Freeman                |
| 23                                                        | 3         | Die Legende von Pigfoot       | Urban Legend Outfitters      | 6. Juni 2015         | 27. Okt. 2015                                   | Eric Dean Seaton   | Andrew Hill Newman                                      |
| 24                                                        | 4         | Tausendsassa-Dawn!            | Do-It-All Dawn               | 13. Juni 2015        | 29. Okt. 2015                                   | Trevor Kirschner   | Douglas Lieblein                                        |
| 25                                                        | 5         | Das Sommercamp                | Unhappy Campers              | 20. Juni 2015        | 8. März 2016                                    | Robbie Countryman  | Natalie Barbrie & Tim Brenner                           |
| 26                                                        | 6         | Ohne Eltern in der Mall       | Mall in the Family           | 27. Juni 2015        | 9. März 2016                                    | Shannon Flynn      | Steven James Meyer & David L. Moses                     |
| 27                                                        | 7         | Dawns Idol                    | I Want Candace               | 11. Juli 2015        | 11. März 2016                                   | Eric Dean Seaton   | Michael Feldman                                         |
| 28                                                        | 8         | Der Multifunktionsschuh       | Sweet Foot Rides             | 18. Juli 2015        | 10. März 2016                                   | Jody Margolin Hahn | Matt Fleckenstein                                       |
| 29                                                        | 9         | Superhelden-Geburtstagsparty  | The Mighty Quad Squad        | 25. Juli 2015        | 17. März 2016                                   | Trevor Kirschner   | Gigi McCreery & Perry M. Rein                           |
| 30                                                        | 10        | Vierlinge gegen Westies       | Quaddy-shack                 | 11. Nov. 2015        | 2. Apr. 2016                                    | Eric Dean Seaton   | Tim Brenner & Natalie Barbrie                           |
| 31                                                        | 11        | Bester Urlaub aller Zeiten    | Go Hollywood                 | 25. Nov. 2015        | 7. März 2016                                    | Jonathan Judge     | Michael Feldman & Matt Fleckenstein                     |
| Bemerkung: Dies ist eine Doppelfolge von 44 Minuten Länge |           |                               |                              |                      |                                                 |                    |                                                         |
| 32                                                        | 12        | Hardrock im Wohnzimmer        | Rock ’n’ Rules               | 9. Jan. 2016         | 18. März 2016                                   | Marian Deaton      | Suzie V. Freeman & Sarah Jane Cunningham                |
| 33                                                        | 13        | Dawn tanzt aus der Reihe      | Ballet and the Beasts        | 16. Jan. 2016        | 1. Nov. 2016                                    | Robbie Countryman  | Andrew Hill Newman                                      |
| 34                                                        | 14        | Der Fluch der Wissenschaft    | She Blinded Him with Science | 23. Jan. 2016        | 16. März 2016                                   | David Kendall      | Amy Pittman                                             |
| 35                                                        | 15        | Ganz mein Ding                | Harpers for President        | 30. Jan. 2016        | 14. März 2016                                   | Robbie Countryman  | Eric Goldberg & Peter Tibbals                           |
| 36                                                        | 16        | Hundeparty                    | Doggy Door Afternoon         | 6. Feb. 2016         | 21. März 2016                                   | Jody Margolin Hahn | Paul Ciancarelli                                        |
| 37                                                        | 17        | Alle wollen Mae               | Three Men and a Mae B.       | 13. Feb. 2016        | N/A                                             | Eric Dean Seaton   | Douglas Lieblein                                        |
| 38                                                        | 18        | Alle vier Glatze              | Diary of an Angry Quad       | 20. Feb. 2016        | 1. Aug. 2016                                    | Brian Stepanek     | Douglas Lieblein, Natalie Barbrie & Tim Brenner         |
| 39                                                        | 19        | Das Vierlings-Gericht         | Quad Court                   | 27. Feb. 2016        | 15. März 2016                                   | David Kendall      | Douglas Lieblein                                        |
| 40                                                        | 20        | Cool sein ist alles           | The Quad-plex                | 5. März 2016         | 12. Sep. 2016                                   | Trevor Kirschner   | Steven James Meyer & David L. Moses                     |
| 41                                                        | 21        | Ein kranker Ausflug           | Nicky, Ricky, Dicky & Sicky  | 9. Juli 2016         | 16. Sep. 2016                                   | Trevor Kirschner   | Angeline Olschewski & Amy Pittman                       |
| 42                                                        | 22        | Mission Dad                   | Mission: Un-Quaddable        | 16. Juli 2016        | 19. Sep. 2016                                   | Michael Feldman    | Matt Fleckenstein & Michael Feldman                     |
| 43                                                        | 23        | Ricky voll beliebt            | A Brief Case Of Popularity   | 23. Juli 2016        | 13. Sep. 2016                                   | Robbie Countryman  | David Dipietro                                          |
| 44                                                        | 24        | Der Traum vom Baumhaus        | New Kid On The Block         | 30. Juli 2016        | 15. Sep. 2016                                   | Marian Deaton      | Andrew Hill Newman, David L. Moses & Steven James Meyer |
| 45                                                        | 25        | Die Kunst der Wahrheit        | The Tell-Tale Art            | 6. Aug. 2016         | 14. Sep. 2016                                   | Jody Margolin Hahn | Sarah Jane Cunningham & Suzie V. Freeman                |

### Staffel 3
| Nr. (ges.) | Nr. (St.) | Deutscher Titel                                | Originaltitel                          | Erstausstrahlung USA | Deutschsprachige Erstausstrahlung (Nickelodeon) | Regie              | Drehbuch                                                                       |
| ---------- | --------- | ---------------------------------------------- | -------------------------------------- | -------------------- | ----------------------------------------------- | ------------------ | ------------------------------------------------------------------------------ |
| 46         | 1         | Rettet das Café!                               | Quad with a Blog                       | 7. Jan. 2017         | 27. Feb. 2017                                   | Eric Dean Seaton   | Paul Ciancarelli & David Dipietro                                              |
| 47         | 2         | Ein Vierling weniger                           | Odd Quad Out                           | 14. Jan. 2017        | 28. Feb. 2017                                   | Robbie Countryman  | Amy Pittman                                                                    |
| 48         | 3         | Wir brauchen Drama!                            | Keeping Up with the Quadashians        | 21. Jan. 2017        | 1. März 2017                                    | Trevor Kirschner   | Douglas Danger Lieblein                                                        |
| 49         | 4         | Das Eistanz-Café                               | The Great Mullet Caper                 | 28. Jan. 2017        | 2. März 2017                                    | Jody Margolin Hahn | Steven James Meyer & David L. Moses                                            |
| 50         | 5         | Das Bobrennen                                  | Quadsled                               | 4. Feb. 2017         | 3. März 2017                                    | Trevor Kirschner   | Andrew Hill Newman                                                             |
| 51         | 6         | Der Mittelaltermarkt                           | Ye Olde Hand Holde                     | 11. Feb. 2017        | 15. Juni 2017                                   | Marian Deaton      | Patrice Asuncion & Nick Rossitto                                               |
| 52         | 7         | Schlimmer geht’s nicht                         | What’s the Worst That Quad Happen?     | 18. März 2017        | 22. Juni 2017                                   | Lynn McCracken     | Peter Dirksen & Jonathan Howard                                                |
| 53         | 8         | Der Freundschaftstest                          | To Be Invited or Not To Be             | 25. März 2017        | 23. Juni 2017                                   | Robbie Countryman  | Andrew Hill Newman                                                             |
| 54         | 9         | Das EleFunk-Konzert                            | Ele-Funk in the Room                   | 8. Apr. 2017         | 1. Juni 2017                                    | Eric Dean Seaton   | Natalie Barbrie                                                                |
| 55         | 10        | Der Terror-Teddy-Ausflug                       | Tween Wolf                             | 15. Apr. 2017        | 8. Juni 2017                                    | Robbie Countryman  | Michael Feldman                                                                |
| 56         | 11        | Ein schweinischer Rachefeldzug                 | This Little Piggy Went to the Harpers  | 22. Apr. 2017        | 25. Mai 2017                                    | Jody Margolin Hahn | Jonathan Howard & Peter Dirksen                                                |
| 57         | 12        | Gib mir meine Mae B. zurück                    | I Want My Mae B. Back                  | 29. Apr. 2017        | 13. Nov. 2017                                   | Eric Dean Seaton   | Douglas Danger Lieblein                                                        |
| 58         | 13        | Die Buffalo-Info-Show                          | The Buffa-Lowdown                      | 6. Mai 2017          | 16. Nov. 2017                                   | Trevor Kirschner   | Michael Feldman                                                                |
| 59         | 14        | Vierlings-Nachsitzen                           | The Quadshank Redemption               | 13. Mai 2017         | 24. Nov. 2017                                   | Brian Stepanek     | Jeny Quine                                                                     |
| 60         | 15        | Verbotene Liebe                                | Not-So-Sweet Charity                   | 20. Mai 2017         | 22. Nov. 2017                                   | Neel Keller        | Jonathan Howard & Peter Dirksen                                                |
| 61         | 16        | Der beste Sommer überhaupt                     | One Quadzy Summer                      | 3. Juni 2017         | 23. Nov. 2017                                   | Lynn McCracken     | David L. Moses & Steven James Meyer                                            |
| 62         | 17        | Der neue Sportlehrer                           | Quad for Teacher                       | 10. Juni 2017        | 20. Nov. 2017                                   | Angela Gomes       | Natalie Barbrie & Andrew Hill Newman                                           |
| 63         | 18        | Geheime Wünsche, geheime Ängste                | Quadpendence Day                       | 17. Juni 2017        | 17. Nov. 2017                                   | Robbie Countryman  | Paul Ciancarelli & David Dipietro                                              |
| 64         | 19        | Der Abschluss-Streich                          | Cementing The Quad’s Legacy            | 8. Juli 2017         | 29. Nov. 2017                                   | Marian Deaton      | Amy Pittman                                                                    |
| 65         | 20        | Das Vierlingsfoto                              | Quadgoals                              | 15. Juli 2017        | 14. Nov. 2017                                   | Brian Stepanek     | David DiPietro & Paul Ciancarelli                                              |
| 66         | 21        | Planlos im Weltall                             | A Space Quadyssey                      | 22. Juli 2017        | 21. Nov. 2017                                   | Jody Margolin Hahn | Gigi McCreery & Perry Rein                                                     |
| 67         | 22        | Der Überwachungsroboter                        | Yoco                                   | 29. Juli 2017        | 30. Nov. 2017                                   | Eric Dean Seaton   | Nick Rossito & Patrice Asuncion                                                |
| 68         | 23        | Die Vierlinge und der Zauberer von Oz (Teil 1) | The Wonderful Wizard of Quads (Part 1) | 5. Aug. 2017         | 27. Nov. 2017                                   | Trevor Kirschner   | Idee: Angeline Olschewski Umsetzung: Michael Feldman & Douglas Danger Lieblein |
| 69         | 24        | Die Vierlinge und der Zauberer von Oz (Teil 2) | The Wonderful Wizard of Quads (Part 2) | 5. Aug. 2017         | 28. Nov. 2017                                   | Trevor Kirschner   | Idee: Angeline Olschewski Umsetzung: Michael Feldman & Douglas Danger Lieblein |

### Staffel 4
| Nr. (ges.) | Nr. (St.) | Deutscher Titel                     | Originaltitel                   | Erstausstrahlung USA | Deutschsprachige Erstausstrahlung (Nickelodeon) | Regie              | Drehbuch                               |
| ---------- | --------- | ----------------------------------- | ------------------------------- | -------------------- | ----------------------------------------------- | ------------------ | -------------------------------------- |
| 70         | 1         | Das Rätsel um die versunkene Schule | Dude, Where’s My School?        | 6. Jan. 2018         | 12. März 2018                                   | Eric Dean Seaton   | Douglas Lieblein                       |
| 71         | 2         | Wrestle-Mae-nia                     | Wrestle-Mae-nia                 | 13. Jan. 2018        | 20. März 2018                                   | Robby Countryman   | Natalie Barbrie                        |
| 72         | 3         | Nicky, Ricky, Dicky & BeyDawnce     | Nicky, Ricky, Dicky & BeyDawncé | 20. Jan. 2018        | 13. März 2018                                   | Robby Countryman   | Paul F. Ciancarelli, David S. DiPietro |
| 73         | 4         | Der Kampf um Klopfer                | It’s A Hard Knocks Life         | 27. Jan. 2018        | 14. März 2018                                   | Eric Dean Seaton   | Andrew Hill Newman                     |
| 74         | 5         | Vier Pfoten für eine Lüge           | Sympathy For The Squishy        | 3. Feb. 2018         | 15. März 2018                                   | Eric Dean Seaton   | Steven James Meyer, David L. Moses     |
| 75         | 6         | Das Harper Arbeitsquartett          | The Harper Quad-Jobbers         | 17. Feb. 2018        | 19. März 2018                                   | Trevor Kirschner   | Michael Feldman                        |
| 76         | 7         | Pool oder Pelz                      | Leader Of The Stack             | 2. Juni 2018         | 16. März 2018                                   | Jody Margolin Hahn | Peter Dirksen, Jonathan M. Howard      |
| 77         | 8         | Vierdentitätskrise                  | Quadentity Crisis               | 9. Juni 2018         | 5. Nov. 2018                                    | Robbie Countryman  | Amy Pittman                            |
| 78         | 9         | Der Fluch des Get Sporty            | Quadbusters                     | 23. Juni 2018        | 6. Nov. 2018                                    | Brian Stepanek     | Patrice Asuncion, Nick Rossitto        |
| 79         | 10        | Der Austauschschüler                | Quadcodile Dundee               | 30. Juni 2018        | 7. Nov. 2018                                    | Trevor Kirschner   | Paul F. Ciancarelli, David S. DiPietro |
| 80         | 11        | Die Haus-Romanze                    | House Crushing for Dummies      | 14. Juli 2018        | 8. Nov. 2018                                    | Trevor Kirschner   | Peter Dirksen, Jonathan M. Howard      |
| 81         | 12        | Wenn Paris ruft                     | We’ll Always Have Parasites     | 28. Juli 2018        | 9. Nov. 2018                                    | Lynn M. McCracken  | Douglas Lieblein                       |
| 82         | 13        | Die Vierschwörungstheorie           | Quadspiracy Theory              | 4. Aug. 2018         | 12. Nov. 2018                                   | Siobhan Devine     | Natalie Barbrie, Andrew Hill Newman    |
| 83         | 14        | Besties für Immer                   | Lasties with Firsties           | 4. Aug. 2018         | 13. Nov. 2018                                   | Michael Feldman    | Steven James Meyer, David L. Moses     |